# ZooBank
ZooBank — веб-сайт із відкритим доступом, призначений стати офіційним реєстром зоологічної номенклатури Міжнародної комісії із зоологічної номенклатури (ICZN). Будь-які номенклатурні акти (наприклад, публікації, які створюють або змінюють таксономічну назву) мають бути зареєстровані в ZooBank, щоб бути «офіційно» визнаними Номенклатурним кодексом ICZN.
Life Science Identifiers (LSID) використовуються як глобальний унікальний ідентифікатор для реєстраційних записів ZooBank.
Прототип ZooBank був заповнений даними з Index to Organism Names, що були зібрані з наукової літератури в Zoological Record, яка зараз належить Thomson Reuters.

## Історія
ZooBank був офіційно запропонований у 2005 році виконавчим секретарем ICZN. Реєстр став активним 10 серпня 2006 року. До нього було внесено 1,5 мільйона видів.
Перші LSID ZooBank були видані 1 січня 2008 року, рівно через 250 років після 1 січня 1758 року, дати, визначеної Кодексом ICZN як офіційний початок наукової зоологічної номенклатури. Chromis abyssus став першим видом, занесеним до системи ZooBank із міткою часу 2008-01-01T00:00:02.

## Зміст
У ZooBank зберігаються чотири основних типи об'єктів даних. Номенклатурні акти регулює Кодекс номенклатури ICZN і, як правило, ці акти є «оригінальними описами» нових наукових назв, однак інші акти, такі як поправки та лектотипізації, також регулює кодекс ICZN і технічно вони потребують реєстрації в ZooBank. Публікації включають статті в журналах та інші публікації, що містять номенклатурні акти. Автори фіксують наукове авторство Номенклатурних актів. Типові зразки реєструють зразки біологічних типів тварин, які тимчасово зареєстровані, доки органи, відповідальні за такі типи, не запровадять власні реєстри.
Окрім цього, періодичні видання, які опублікували статті, також є суб'єктами в системі, що надає доступ до списку «Номенклатурних актів», опублікованих у періодичному виданні протягом певного часу.

## Електронні публікації
Традиційно, таксономічні дані публікувалися в журналах або книгах. Однак із збільшенням кількості електронних публікацій ICZN встановив нові правила, які включають електронні публікації. Тепер такі публікації регулюються поправками до статей 8, 9, 10, 21 і 78 ICZN. Технічно номенклатурні акти, опубліковані виключно в електронних документах, не визнаються, якщо вони не зареєстровані в ZooBank, і вважаються «неіснуючими».